# Río Šušvė
El río Šušvė es un río que fluye por el territorio de Lituania central. Su nacientes son en los pantanos de distrito de Kelmė. El Šušvė desemboca en el río Nevėžis, que es el parte de la cuenca del río Neman, cerca de la localidad Graužiai.
Los mayores afluentes de Šušvė son:
- Beržė, Žiedupė, Srautas, Sarva (por el margen izquierdo);
- Gomerta, Žadikė, Ažytė, Liedas, Lapskojis, Vikšrupis, Putnupys (por el margen derecho).

En el curso medio del río es una represa y embalse de Angiriai. 
En las orillas del río se encuentran las siguientes localidades: Šiaulėnai, Pašušvys de Radviliškis, Grinkiškis, Vaitiekūnai, Pašušvys de Kėdainiai, Pajieslys, Angiriai, Sviliai, Josvainiai y Kunioniai. Además, son unas colinas de fortificaciones de Vaitiekūnai, Plinkaigalis, Ambraziūnai, Vosbučiai y Pilsupiai.